# مایکل روی
مایکل روی (انگلیسی: Michael Rowe؛ متولد ۱۹۷۱) فیلم‌نامه‌نویس و کارگردان اهل استرالیا است. از فیلم‌های او می‌توان به سال کبیسه اشاره کرد. 